# Ectinocera borealis
Ectinocera borealis är en tvåvingeart som beskrevs av Zetterstedt 1838. Ectinocera borealis ingår i släktet Ectinocera och familjen kärrflugor. Arten är reproducerande i Sverige. Inga underarter finns listade i Catalogue of Life.